# Каллендер, Беверли
Беверли Ланита (Бев) Каллендер (урожд. Годдард, англ. Beverley Lanita «Bev» Goddard (Callender); род. 28 августа 1956, Барбадос) — британская легкоатлетка (бег на короткие дистанции, эстафетный бег), победительница Игр Содружества, призёр чемпионатов Европы и мира, бронзовый призёр двух Олимпиад, участница трёх Олимпиад.

## Карьера
На летней Олимпиаде 1976 года в Монреале Годдард выступала в беге на 200 метров и выбыла из борьбы на стадии предварительных забегов.
На летней Олимпиаде 1980 года в Москве Годдард выступала в беге на 200 метров и эстафете 4×100 метров. В первой дисциплине Годдард заняла 6-е место, а во второй сборная Великобритании (за которую кроме Годдард выступали также Кэти Смоллвуд-Кук, Хизер Хант и Соня Ланнамен) завоевала бронзовые медали (42,43 с), уступив сборным ГДР (41,60 с — мировой рекорд) и СССР (42,10 с).
На следующей Олимпиаде в Лос-Анджелесе Годдард выступала в эстафете 4×100 метров. Сборная Великобритании (Годдард, Хизер Хант, Симона Джекобс, Кэтрин Смоллвуд) снова завоевала бронзовые медали, на этот раз уступив сборным США и Канады.